# Lion Sound
Lion Sound är ett sund i Antarktis. Den ligger i Västantarktis invid Lion Island. Argentina, Chile och Storbritannien gör anspråk på området.